# Tina (Czad)
Tina (lub Tine) – wieś garnizonowa we wschodnim Czadzie, w pobliżu granicy z Sudanem.
W miejscowości i okolicy znajdują się obozy uchodźców z regionu Sudanu, Darfur. Zostało ono zbombardowane przez sudańskie lotnictwo wojskowe w marcu 2003, po zajęciu go przez sudańskich rebeliantów wspieranych przez niektóre plemiona z Czadu. Opustoszała wieś była okupowana przez członków Ruchu Wyzwolenia Sudanu (Sudan Liberation Movement).
Po drugiej stronie granicy, która biegnie wzdłuż uedu Wadi Tina, istnieje sudańska miejscowość o tej samej nazwie.